# Völkische Bewegung
Die völkische Bewegung war eine rechtsextreme, deutschnationale und antisemitisch-rassistische Bewegung, die im Deutschen Reich und Österreich vom späten 19. bis zur Mitte des 20. Jahrhunderts großen Einfluss gewann. Sie umfasste politische Parteien wie die NSDAP und die DNVP, auch Freikorpsverbände und Terrororganisationen wie die Organisation Consul, Vereine, lose Gruppierungen und Einzelpersonen und brachte eine Vielzahl von Publikationen hervor.

## Charakter und Ziele
Ihrem Charakter einer heterogenen nationalistisch-reformistischen Protestbewegung entsprach die synkretistische völkische Weltanschauung. Die überwiegend männliche und protestantische Klientel zeigte ein vornehmlich bürgerliches, vom alten wie neuen Mittelstand geprägtes Sozialprofil.
Die Bewegung strebte auf rassenideologischer Grundlage (antisemitisch, antislawisch, antiziganistisch, antiromanisch) nach einer antiegalitären, militaristischen, männerzentrierten, (berufs‑)ständisch organisierten Gesellschaft, die in einer „germanisch-christlichen“ oder neuheidnischen „arteigenen“ Religion fundiert sein sollte. Sie hatte in vielen Fällen – basierend auf einem germanenideologischen Wertesystem – einen „Rassestaat“ mitteleuropäischen oder einen Staatenbund pangermanischen Zuschnitts zum Ziel.
Zentral für die völkische Weltanschauung war die Forderung nach einer arteigenen, d. h. einer Rasse und Volk wesensgemäßen Religion. Entsprechend der heterogenen ideologischen und organisatorischen Struktur der Bewegung gab es aber keine gemeinsamen religiösen Überzeugungen, sondern sehr unterschiedliche religiöse Entwürfe. Sie reichen von einem arisierten und germanisierten Christentum bis zur entschiedenen Ablehnung des Christentums und dem Versuch der Wiederbelebung vermeintlich vorchristlicher germanischer Glaubensvorstellungen. Teilweise wurden auch Elemente der Esoterik aufgenommen.
Die völkisch-religiösen Gemeinschaften waren überwiegend von dem Wunsch nach einer autochthonen, nicht durch irgendwelche Fremdeinflüsse verformten nationalen Kultur getragen, weniger vom Willen zur Restauration der paganen germanischen Götterwelt. Diese Suche war verbunden mit der Suche nach den heimischen Götter- und Heldensagen und der germanischen Mythologie und damit einer Aufwertung der germanischen Zeugnisse wie Runen und der Edda.
Nur ein kleiner Teil der Völkischen wandte sich ganz vom Christentum ab. Die germanisch- und deutschgläubigen Gemeinschaften gehören zur Peripherie der völkischen Bewegung und waren sehr klein. So hatte die größte dieser Gemeinschaften, die Germanische Glaubens-Gemeinschaft Ludwig Fahrenkrogs, zu Beginn des Ersten Weltkriegs gerade 120 bis 150 Mitglieder. Der größere Teil der Völkischen hielt am (protestantischen) Christentum fest. Zahlenmäßig bedeutender war der Versuch, das Christentum zu germanisieren und zu „entjuden“.
In der Sichtweise des Deutschchristentums war Christus nicht Jude, sondern Arier. Die Wurzeln des Christentums wurden auf eine (indo-)germanische Urreligion zurückgeführt. Das Christentum sei ursprünglich eine arische Religion, die dem germanischen und deutschen Wesen entspreche und deren arischer Charakter zu bewahren und von fremden Einflüssen zu reinigen sei.
Zur völkischen Bewegung zählt die eklektische Lehre der Ariosophie des Jörg Lanz von Liebenfels, in die neben rassistischen Vorstellungen Elemente der Esoterik aufgenommen wurden. Von der Ariosophie war auch die Ideologie der von Rudolf von Sebottendorf am Ende des Ersten Weltkriegs 1917/18 gegründeten Thule-Gesellschaft beeinflusst. Der britische Esoterik-Forscher Nicholas Goodrick-Clarke verwendet die Bezeichnung Ariosophie in einem erweiterten Sinn für esoterisch geprägte Strömungen der völkischen Bewegung.
Die NSDAP versuchte später, sich selbst als treibende Kraft der völkischen Bewegung zu stilisieren, um die vermeintliche Originalität der eigenen Weltanschauung hervorzuheben. So heißt es etwa in Mein Kampf: „Wenn heute alle möglichen Verbände und Verbändchen, Gruppen und Grüppchen und meinetwegen auch ‚große Parteien‘ das Wort ‚völkisch‘ für sich in Anspruch nehmen, so ist dies selbst schon eine Folge des Wirkens der nationalsozialistischen Bewegung.“ (Adolf Hitler, Mein Kampf). Die Parteizeitung hieß vom Anfang bis zum Ende der Zeit des Nationalsozialismus „Völkischer Beobachter“.

## Definitionen in der historischen Forschung
In der Geschichtswissenschaft wird zum einen „völkisch“ als Sammelbezeichnung für die sich seit den 1890er Jahren politisch und kulturell formierende nationalistisch-antisemitische Rechte in Deutschland verstanden. So findet es sich zum Beispiel im Handbuch zur völkischen Bewegung (1996) einer Autorengruppe um Uwe Puschner. Uwe Puschner erkennt das Spezifische der völkischen Bewegung in der Verbindung von Nationalismus und Rassismus mit religiösen Reformideen.
Daneben steht eine engere Begriffsdefinition, die die völkische Bewegung als Teilphänomen der radikalen Rechten begreift. Stefan Breuer erklärt die Entstehung der völkischen Bewegung aus dem Antisemitismus der Kaiserzeit. Neben diesem seien Mittelstandsideologie, Rechtsnationalismus und partieller Antimodernismus (Ablehnung der „massendemokratischen“ bei Bejahung der „bürgerlich-liberalen Moderne“) Kennzeichen der Völkischen gewesen. Rassismus und Antisemitismus seien aber keinesfalls nur bei Völkischen anzutreffen gewesen, sondern auch in anderen Bereichen der Politik. Ziel sei die Herstellung einer ethnisch geschlossenen Bevölkerung („deutsches Volk“) in einem ethnisch definierten Nationalstaat gewesen. Dem hätten rassistische und antisemitische Positionen gedient.
Thomas Gräfe wiederum sieht in radikalnationalistischen Purifikationsphantasien und im Antisemitismus den gemeinsamen Nenner der konkurrierenden völkischen Gruppierungen und weltanschaulichen Entwürfe. Im ersten Teil seiner Studie geht er der Entstehung und Entwicklung der völkischen Bewegung im Kaiserreich nach, wobei er sich jedoch unter diesem Begriff mit genau jener Bewegung beschäftigt, die in der historischen Forschung als antisemitische bezeichnet wird.
Gemeinsam ist diesen Autoren, dass sie die völkische Bewegung als rassistisch und antisemitisch definieren.

## Entwicklung

### Formierung und erster Aufschwung um 1900
Nach der Gründung erster völkischer Vereinigungen in den 1890er Jahren, wie dem 1894 gegründeten Deutschbund, formierte sich seit der Jahrhundertwende in engem Austausch mit dem organisierten Nationalismus, vor allem dem Alldeutschen Verband, die publizistisch und propagandistisch agile völkische Bewegung in Deutschland als eine lose Sammlungsbewegung. Neben engen Kontakten zu der ihr ideell, personell und institutionell eng verbundenen Alldeutschen Bewegung Österreichs bestanden rege Austauschprozesse mit den seit den 1880er Jahren entstandenen bürgerlichen Reformbewegungen und den antisemitischen Splitterparteien. In der völkischen Bewegung fanden sich sowohl in ihren politischen, gesellschaftlichen und kulturellen Zielen als auch ihrer Organisationsform und Mitgliederstärke erheblich voneinander abweichende Gruppierungen zusammen. Seit der Jahrhundertwende entstanden zahlreiche völkisch-religiöse Vereine, Bünde und Orden, die sich in eine deutschchristliche und eine neopagane Richtung aufspalteten. Wichtige Publikationsorgane der Völkischen waren die von Hans von Wolzogen herausgegebenen Bayreuther Blätter, Theodor Fritschs Zeitschrift Hammer und Wilhelm Schwaners Volkserzieher. Um diese Zeitschriften entstanden Lesegemeinden wie der Reichshammerbund.
Die Gründung von Dachverbänden am Vorabend des Ersten Weltkriegs änderte nichts daran, dass die völkische Bewegung zersplittert und mitgliederschwach blieb. Allerdings entfaltete ihr Gedankengut über Multiplikatoren wie den Deutschnationalen Handlungsgehilfenverband, das studentische Vereins- und Verbindungswesen und die Jugendbewegung sowie über die auflagenstarken Werke Paul de Lagardes, Julius Langbehns und Houston Stewart Chamberlains schon vor 1914 eine erhebliche gesellschaftliche Breitenwirkung.

### Von der Jahrhundertwende bis zum Ende des Ersten Weltkriegs

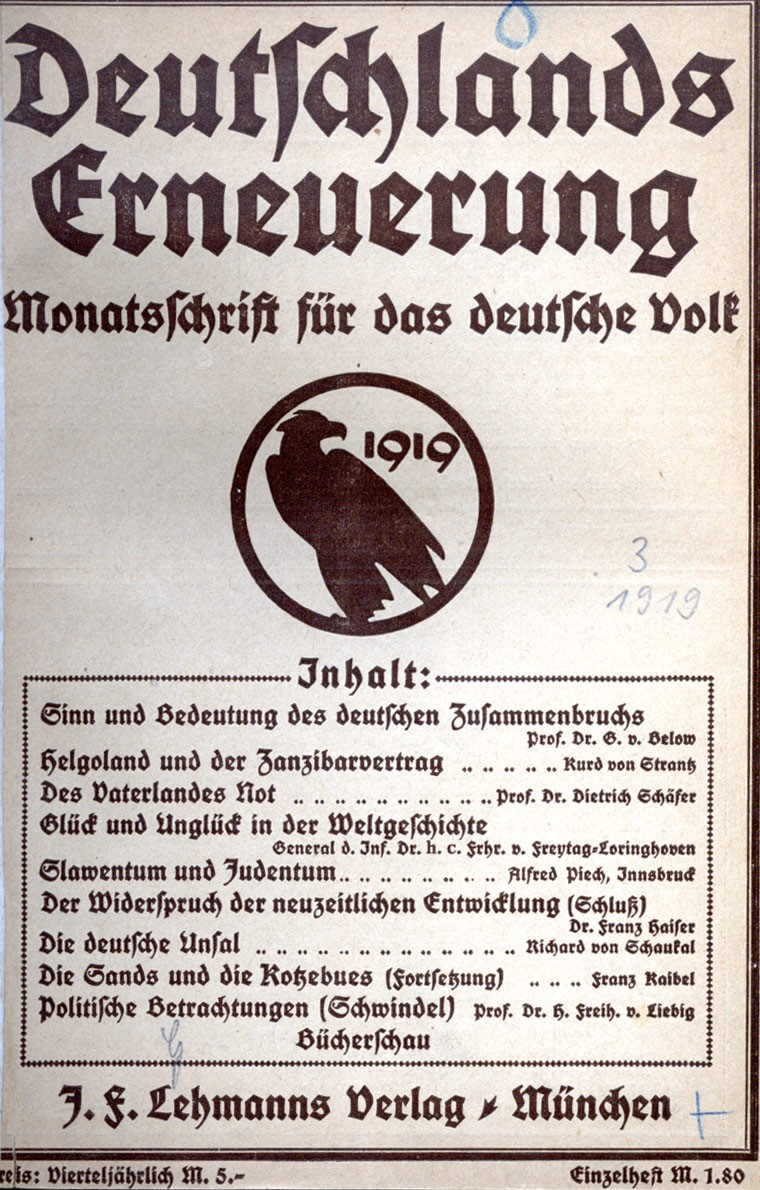
Titelblatt der Zeitschrift Deutschlands Erneuerung. Monatsschrift für das deutsche Volk, 1919 – Beiträge u. a. von Georg von Below, Hugo von Freytag-Loringhoven, Hans von Liebig, Dietrich Schäfer, Richard von Schaukal

Der Beginn des Ersten Weltkriegs führte zu einem Bedeutungsverlust der völkischen Bewegung; viele Publikationsorgane gerieten unter Präventivzensur und wurden auch immer wieder verboten, wie zum Beispiel der Hammer, die Deutschvölkischen Blätter und die Staatsbürger-Zeitung. Trotz des Krieges richtete sich ihre vorrangige Aufmerksamkeit auf den inneren Feind. Mit dem Krieg rückte in Deutschland die Außenpolitik in den Vordergrund des Interesses, wozu von Seiten der Völkischen wenig Eigenes hervorgebracht wurde. Soweit Ideen zur außenpolitischen Orientierung Deutschlands geäußert wurden, waren diese widersprüchlich und nicht konsensfähig. Die Völkischen suchen daher im Ersten Weltkrieg den Schulterschluss mit dem alten Nationalismus.

### Weimarer Republik und Nationalsozialismus

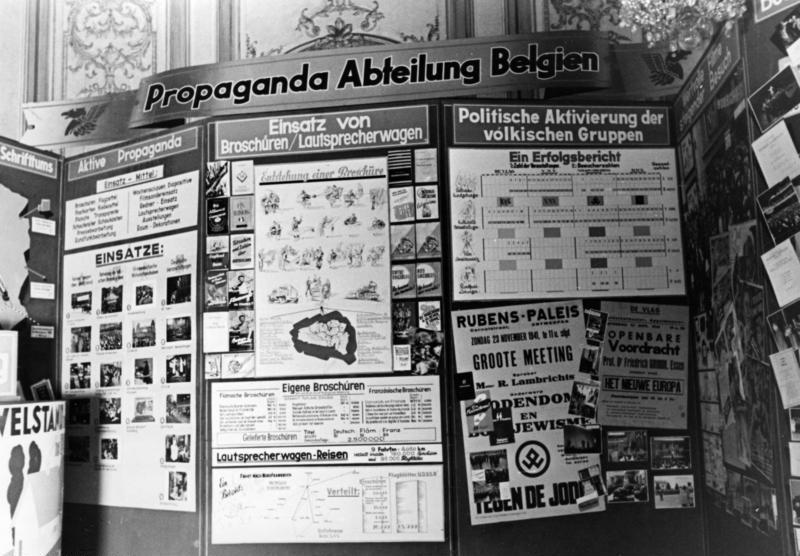
„Politische Aktivierung der völkischen Gruppen“ als eines der angepriesenen politischen Mittel im besetzten Belgien auf einer Wandtafel in einer Ausstellung über die Arbeit der Propaganda-Abteilung Belgien, ca. Dez. 1941 / Jan. 1942

Die Völkischen lehnten alles ab, was in der Weimarer Republik als Fortschritt gepriesen wurde. Sie lehnten sowohl den Marxismus der linken Parteien wie auch die Demokratie ab. Obwohl die Völkischen offiziell politische Gewalt verurteilten, unterhielten sie Verbindungen zu rechtsradikalen Wehrverbänden, beteiligten sich am Kapp-Putsch und am Hitler-Putsch und waren in Attentate und Fememorde verstrickt. Zur Radikalisierung der Völkischen dürfte neben dem politischen Systemwechsel auch der Zustrom demobilisierter Soldaten in ihre Organisationen beigetragen haben.
Nachdem die Zahl völkischer Organisationen und Anhänger nach 1918 zunächst deutlich zugenommen hatte, mit dem Deutschvölkischen Schutz- und Trutzbund (1919–1923) kurzzeitig auch ein einflussreiches Kartell völkischer Vereinigungen bestand und Völkische in Länderparlamente und Reichstag einzogen, wurde die völkische Bewegung seit 1924/25 aufgrund ihrer strukturellen Defizite vom ideologisch nahen Nationalsozialismus, dem neuen Sammelbecken der radikalen Rechten, allmählich ins politische Abseits gedrängt. In dieser Zeit, vor allem nach der Wiedergründung der NSDAP, wurden von beiden Seiten Gegensätze betont. Sie äußerten sich vielfach als Generationenkonflikt zwischen alten Völkischen und jungen Nationalsozialisten. Dennoch bestanden – vor allem ideologisch – enge Gemeinsamkeiten zwischen beiden Bewegungen. Die deutlichsten personellen Überschneidungen zwischen Völkischen und Nationalsozialisten bestanden bei der 1926 gegründeten Siedlungsbewegung der Artamanen.
Obgleich sich einzelne völkische Organisationen und Führungspersönlichkeiten dem Nationalsozialismus – unterschiedlich eng – anschlossen und die Machtübertragung an Hitler von völkischer Seite mehrheitlich begrüßt wurde, verloren die nach 1933 fortbestehenden völkischen Organisationen (und ihre Führung) rasch an Bedeutung. Einzelne gingen im nationalsozialistischen Organisationsgefüge auf, die Mehrzahl löste sich auf oder fristete bis zum Verbot durch die Siegermächte nach Kriegsende eine der Auflösung gleichkommende Schattenexistenz. Viele Anhänger hatten sich bis 1945 der verbrecherischen Blut-und-Boden-Ideologie im Dritten Reich angeschlossen.

### Völkische Vorstellungen nach 1945
Vereinzelte Versuche eines organisatorischen Neuanfangs nach 1945 blieben mit Ausnahme bis in die Gegenwart bestehender neuheidnischer Kleinunternehmen der völkischreligiösen Teilbewegung wie der „Deutschgläubigen Gemeinschaft“ oder der Artgemeinschaft – Germanische Glaubens-Gemeinschaft wesensgemäßer Lebensgestaltung erfolglos.
Versatzstücke völkischer Religion und Weltanschauungen finden sich auch über diese deutschen neugermanisch-heidnischen Gruppen hinaus; sie sind Teil der internationalen neopaganen Bewegungen, gemischt mit Ideologien anderer Herkunft und in vielfach vermittelter Form und häufig nicht mehr unmittelbar als völkisch erkennbar. Diese Reste völkischen Denkens sind nicht auf kleine Subkulturen beschränkt, sondern finden durch ihre mediale Vermittlung, womit ihre Popularisierung einhergeht, Eingang in weitere gesellschaftliche Kreise und weite Verbreitung durch populäre Genres. In diesen Kontext lassen sich nach Auffassung der Literaturwissenschaftlerin Stefanie von Schnurbein auch Produkte der Fantasyliteratur nach dem Muster von J. R. R. Tolkiens Der Herr der Ringe einordnen. Als Beispiel nennt sie den Roman Rheingold des US-amerikanischen Autors Stephan Grundy, der ein internationaler Bestseller geworden ist.
Ideologische Elemente der Bewegung finden sich auch im internationalen Rechtsextremismus sowie bei Vereinigungen wie der Allgermanischen Heidnischen Front, teils auch in verschiedenen alternativen Bewegungen und Subkulturen, wie dem völkischen Zweig innerhalb des Asatru-Glaubens. Mehrere neuheidnische Asatru-Glaubensgemeinschaften lehnen Beziehungen zum Nationalsozialismus und der Neonazi-Szene kategorisch ab, was die Verbreitung von Elementen völkischer Herkunft nicht ausschließt.
Die esoterischen Traditionslinien einer völkischen „rechten Esoterik“ werden derzeit von einigen rechtsextremen Gruppierungen zur Legitimation ihres Rassismus aufgegriffen. So beziehen sich beispielsweise in Mecklenburg-Vorpommern Rechtsextreme auf die historischen Artamanen. Auch innerhalb der Musikgenres Neofolk oder Pagan Metal werden häufig völkische Versatzstücke verwendet.
Die damalige Vorsitzende der AfD Frauke Petry warb 2016 in einem Interview der Welt am Sonntag dafür, den Begriff „völkisch“ seiner NS-Einbindung zu entledigen und ihn positiv zu besetzen. Die Duden-Definition („nationalsozialistisch, in der rassistischen Ideologie des Nationalsozialismus“) missfällt Petry wegen ihres negativen Kontextes. Der Begriff unterliege einer Ächtung. Völkisch sei aber doch einfach nur das zugehörige Attribut zu Volk.

## Vordenker, Verleger und Agitatoren
Zu den wichtigsten Vordenkern, Verlegern und Agitatoren der völkischen Bewegung zählen:
- Paul de Lagarde
- Julius Langbehn
- Friedrich Lienhard
- Ludwig Fahrenkrog
- Houston Stewart Chamberlain
- Adolf Bartels
- Philipp Stauff
- Friedrich Lange
- Max Robert Gerstenhauer
- Wilhelm Schwaner
- Ernst Hunkel
- Theodor Fritsch
- Willibald Hentschel
- Max Bewer
- Heinrich Pudor
- Bruno Tanzmann
- Alfred Roth
- Erich Ludendorff
- Mathilde Ludendorff
- Julius Friedrich Lehmann
- Eugen Diederichs